# Jerian Grant
Holdyn Jerian Grant (Silver Spring, 9 ottobre 1992) è un cestista statunitense.

## Biografia
È il figlio di Harvey Grant, fratello di Jerai e Jerami Grant e nipote di Horace Grant, cestista pluricampione NBA.

## Carriera

### NBA (2015-2020)

#### New York Knicks (2015-2016)
Dopo aver giocato in NCAA con gli Notre Dame Fighting Irish (di cui l'ultima chiusa con oltre 16 punti di media) si rese eleggibile per il Draft NBA 2015, in cui venne scelto alla 19ª chiamata dagli Washington Wizards, nello stesso giorno viene prima ceduto agli Atlanta Hawks e successivamente ai New York Knicks in cambio di Tim Hardaway.
Il 13 gennaio 2016 giocò la sua migliore partita della stagione in assoluto segnando 16 punti nella gara vinta in casa dai Knicks per 120-114 contro i Boston Celtics. Durante la stagione Grant giocò da titolare solamente 6 volte su un totale di 76 partite da lui giocate, facendo così la riserva del playmaker titolare José Calderón.

#### Chicago Bulls (2016-2018)
Il 22 giugno 2016 viene ceduto dai Knicks insieme a Robin Lopez e José Calderón ai Chicago Bulls, nello scambio che portò Derrick Rose e Justin Holiday a giocare nella Grande Mela. In 2 occasioni durante la stagione venne assegnato agli Windy City Bulls, squadra affiliata ai Chicago Bulls in D-League. Nonostante lui all'inizio nelle gerarchie fosse dietro a Rajon Rondo e Michael Carter-Williams, col passare del tempo riuscì a ritagliarsi maggiore spazio anche a causa dell'esclusione dal quintetto di Rajon Rondo in Dicembre che fece sì che Grant trovasse più spazio. Partì titolare in alcune occasioni al posto di Carter-Williams. In tutto durante la stagione giocò 63 partite, di cui 28 da titolare, e migliorò molto le sue percentuali da 3 punti (ovvero del 14,6% in più rispetto all'anno precedente). Tuttavia nei playoffs segnò solo 1 tiro da 3 su 9 totali e tenne di media un misero 11,1% dall'arco durante la serie che vide i tori uscire per 4-2 contro i Boston Celtics al primo turno.

#### Orlando Magic (2018-2019)
L'8 luglio 2018 venne ceduto dai Chicago Bulls agli Orlando Magic in una trade a tre squadre che coinvolse anche gli Charlotte Hornets.

#### Olimpia Milano
Il 1º luglio 2021 viene annunciato il suo passaggio all'Olimpia Milano fino al termine della stagione in cui contribuisce alla vittoria della Coppa Italia e del Campionato.

## Statistiche

### College
| Anno      | Squadra             | PG  | PT  | MP   | TC%  | 3P%  | TL%  | RP  | AP  | PRP | SP  | PP   |
| --------- | ------------------- | --- | --- | ---- | ---- | ---- | ---- | --- | --- | --- | --- | ---- |
| 2011-2012 | Notre Dame F. Irish | 34  | 33  | 36,2 | 38,0 | 35,4 | 81,9 | 2,9 | 5,0 | 1,3 | 0,2 | 12,3 |
| 2012-2013 | Notre Dame F. Irish | 35  | 34  | 36,3 | 40,6 | 34,4 | 73,7 | 2,9 | 5,5 | 1,3 | 0,2 | 13,3 |
| 2013-2014 | Notre Dame F. Irish | 12  | 12  | 35,6 | 51,8 | 40,8 | 86,5 | 2,5 | 6,2 | 2,0 | 0,3 | 19,0 |
| 2014-2015 | Notre Dame F. Irish | 38  | 38  | 37,1 | 47,8 | 31,6 | 78,0 | 3,0 | 6,7 | 1,7 | 0,5 | 16,5 |
| Carriera  | Carriera            | 119 | 117 | 36,4 | 43,6 | 34,5 | 79,0 | 2,9 | 5,8 | 1,5 | 0,3 | 14,6 |

### NBA

#### Regular Season
| Anno      | Squadra       | PG  | PT | MP   | TC%  | 3P%  | TL%  | RP  | AP  | PRP | SP  | PP  |
| --------- | ------------- | --- | -- | ---- | ---- | ---- | ---- | --- | --- | --- | --- | --- |
| 2015-2016 | N.Y. Knicks   | 76  | 6  | 16,6 | 39,4 | 22,0 | 78,0 | 1,9 | 2,3 | 0,7 | 0,1 | 5,6 |
| 2016-2017 | Chicago Bulls | 63  | 28 | 16,3 | 42,5 | 36,6 | 89,0 | 1,8 | 1,9 | 0,7 | 0,1 | 5,9 |
| 2017-2018 | Chicago Bulls | 74  | 26 | 22,8 | 41,5 | 32,4 | 74,5 | 2,3 | 4,6 | 0,9 | 0,1 | 8,4 |
| 2018-2019 | Orlando Magic | 60  | 1  | 15,7 | 41,8 | 36,4 | 65,0 | 1,6 | 2,6 | 0,7 | 0,1 | 4,2 |
| 2019-2020 | Wash. Wizards | 6   | 0  | 13,3 | 37,0 | 25,0 | 71,4 | 1,0 | 1,5 | 0,2 | 0,2 | 4,5 |
| Carriera  | Carriera      | 279 | 61 | 17,9 | 41,1 | 32,3 | 77,0 | 1,9 | 2,9 | 0,7 | 0,1 | 6,1 |

#### Play-off
| Anno     | Squadra       | PG | PT | MP   | TC%  | 3P%  | TL% | RP  | AP  | PRP | SP  | PP  |
| -------- | ------------- | -- | -- | ---- | ---- | ---- | --- | --- | --- | --- | --- | --- |
| 2017     | Chicago Bulls | 5  | 2  | 10,4 | 26,1 | 11,1 | 100 | 0,8 | 1,0 | 0,4 | 0,0 | 3,2 |
| 2019     | Orlando Magic | 2  | 0  | 4,5  | 0,0  | 0,0  | 0,0 | 0,0 | 0,5 | 0,0 | 0,0 | 0,0 |
| Carriera | Carriera      | 7  | 2  | 8,7  | 20,7 | 6,7  | 100 | 0,6 | 0,9 | 0,3 | 0,0 | 2,3 |

### Eurolega
| Anno       | Squadra        | PG  | PT | MP   | TC%  | 3P%  | TL%  | RP  | AP  | PRP | SP  | PP  |
| ---------- | -------------- | --- | -- | ---- | ---- | ---- | ---- | --- | --- | --- | --- | --- |
| 2021-2022  | Olimpia Milano | 26  | 3  | 12,4 | 31,6 | 24,3 | 88,9 | 0,7 | 0,7 | 0,3 | 0,1 | 2,8 |
| 2023-2024† | Panathīnaïkos  | 41  | 34 | 27,6 | 46,1 | 41,6 | 86,1 | 2,3 | 3,5 | 1,5 | 0,1 | 8,6 |
| 2024-2025  | Panathīnaïkos  | 41  | 32 | 26,9 | 49,4 | 43,0 | 84,7 | 2,1 | 3,2 | 0,9 | 0,1 | 8,6 |
| Carriera   | Carriera       | 108 | 69 | 23,7 | 45,6 | 39,8 | 85,8 | 1,8 | 2,7 | 1,0 | 0,1 | 7,2 |

### Eurocup
| Anno      | Squadra      | PG | PT | MP   | TC%  | 3P%  | TL%  | RP  | AP  | PRP | SP  | PP   |
| --------- | ------------ | -- | -- | ---- | ---- | ---- | ---- | --- | --- | --- | --- | ---- |
| 2022-2023 | Türk Telekom | 22 | 22 | 33,5 | 45,2 | 29,7 | 81,8 | 3,2 | 6,1 | 1,3 | 0,0 | 14,9 |
| Carriera  | Carriera     | 22 | 22 | 33,5 | 45,2 | 29,7 | 81,8 | 3,2 | 6,1 | 1,3 | 0,0 | 14,9 |

## Palmarès

### Squadra
- Coppa Italia: 1

Olimpia Milano: 2022
- Campionato italiano: 1

Olimpia Milano: 2021-2022
- Campionato greco: 1

Panathinaikos: 2023-2024
- Coppa di Grecia: 1

Panathinaikos: 2024-2025
- Eurolega: 1

Panathinaikos: 2023-2024

### Individuale
- NCAA AP All-America First Team (2015)

- NBA Summer League Finals MVP (2016)

- Eurocup MVP: 1

Türk Telekom: 2022-23
- All-Eurocup First Team: 1

Türk Telekom: 2022-23